# Dendrophthora lueri
Dendrophthora lueri är en sandelträdsväxtart som beskrevs av J. Kuijt. Dendrophthora lueri ingår i släktet Dendrophthora och familjen sandelträdsväxter. Inga underarter finns listade i Catalogue of Life.